# Зубар Михайло Іванович
Михайло Іванович Зу́бар (справжнє прізвище — Зубарєв; нар. 9 березня 1907, Рубіжне — пом. 6 січня 1992, Харків) — український мистецтвознавець, графік і педагог; член Асоціації революційного мистецтва України у 1929—1932 роках та Харківської організації Спілки радянських художників України з 1939 року.

## Життєпис
Народився 9 березня 1907 року в селі Рубіжному (нині Чугуївський район Харківської області, Україна). Упродовж 1921—1929 років навчався в Харківському художньому інституті. У 1930—1932 роках був аспірантом в Українському науково-дослідного інституті історії матеріальної культури НКО УСРР в Харкові. Його педагогами були зокрема Василь Єрмилов, Олексій Маренков, Падалка Іван Іванович.
Після закінчення аспірантури до 1933 року — науковий співробітник Інституту історії матеріальної культури. Одночасно з 1932 року викладав у Харківському художньому інституті та упродовж 1933—1935 років працював редактором видавництва «Мистецтво». У 1934—1935 роках працював старшим науковим співробітником Галереї картин Тараса Шевченка; у 1935—1941 роках — в Інституті інженерів комунального будівництва; з 1955 року — викладач Харківського художнього училища. Упродовж 1957—1963 років знову працював у Харківському художньому інституті; з 1963 року — у Харківському художньо-промисловому інституті: доцент, заступник директора, завідувач кафедри історії мистецтв. Помер у Харкові 6 січня 1992 року.

## Творчість
Автор
- статей:
  - «Виставка сучасної графіки» // «Червоний шлях», 1929, № 7;
  - «Художник П. Д. Мартинович (До виставки його творів у Музеї українського мистецтва)» // «Червоний шлях», 1930, № 4;
- монографії «Василь Касіян. Народний художник СРСР» (Київ, 1946);

Уклав альбом «Василь Касіян. На Заході» (Харків, 1931).
Працював у галузі станкової графіки. Серед творів лінорити:
- «Революційний патруль» (1920-ті);
- «Міський краєвид» (1924, папір).

Брав участь у всеукраїнських мистецьких виставках з 1927 року.
Деякі твори художника зберігаються у Харківському художньому музеї.